# Guerrero del desierto
Guerrero del desierto (título original: Desert Warrior) es una película estadounidense de acción y ciencia ficción de 1988, dirigida por Jim Goldman, escrita por Bob Davies y Carl Kuntze, musicalizada por Marita Manuel, a cargo de la fotografía estuvo Fred Conrad y los protagonistas son Lou Ferrigno, Shari Shattuck y Walter Abbot, entre otros.

## Sinopsis
En los residuos posnucleares que dejó la guerra, dos civilizaciones pelean por subsistir. Los Tyrogs, en la Ciudad de la Perdición, y los Drones, que viven bajo tierra, donde no hay radiación.

## Reparto
- Lou Ferrigno - Zerak
- Shari Shattuck - Racela
- Walter Abbot - Drone
- Franklin Anson - Carroñero
- Peter Arthur - Guerrero Zendo
- Alan Bacall - Tyrog